# ساب‌ریپ
ساب‌ریپ (به انگلیسی: SubRip) یک نرم‌افزار آزاد در محیط ویندوز است که از قالب‌های ویدیویی مختلف، زیرنویس‌ها و نیز زمان‌بندی هر زیرنویس را استخراج می‌کند و در یک فایل متنی قرار می‌دهد. این نرم‌افزار تحت پروانه عمومی همگانی گنو منتشر شده‌است. پسوند قالب پروندهٔ آن srt. است و به صورت گسترده پشتیبانی می‌شود. هر فایل srt. یک قالب پرونده انسان-خواندنی است، و در آن زیرنویس‌ها و نیز اطلاعات زمانبندی هر زیرنویس به صورت پشت سرهم ذخیره شده‌اند. بیشتر زیرنویس‌هایی که در اینترنت توزیع شده‌اند، در فرمت ساب‌ریپ اند.

## قالب پرونده
قالب پرونده ساب‌ریپ توسط چند رسانه‌ای متروسکا به صورت «شاید بنیادی‌ترین همه قالب‌های زیرنویس» توصیف شده‌است. فایل‌های ساب‌ریپ دارای پسوند srt. اند که کوته‌نوشت عبارت SubRip Text می‌باشد، و شامل خطوط قالب‌دهی شده «متن ساده» ای است که در گروه‌هایی قراردارند که توسط یک خط خالی از هم جدا شده‌اند. زیرنویس‌ها به صورت پشت سرهم شماره‌گذاری شده‌اند، و این شماره‌ها از ۱ شروع می‌شود. قالب کد زمانی استفاده شده hours:minutes:seconds,milliseconds است و واحد زمانی آن دو رقم صفر خالی دارد و قسمت کسری آن سه رقم صفر خالی دارد (۰۰:۰۰:۰۰٬۰۰۰). جداساز کسری که استفاده شده کاما است، زیرا اولین بار این برنامه در کشور فرانسه نوشته شده‌است.
1. عددی که شناسایی‌کننده هر زیرنویس پشت سرهم است.
2. زمانی که آن زیرنویس در صفحه نمایش می‌یابد، بعلاوه یک علامت --> و زمانی که آن زیرنویس ناپدید می‌شود.
3. خود زیرنویس به صورت یک خط یا بیشتر.
4. یک خط خالی که شامل هیج متنی نیست، و نمایش‌دهنده انتهای این زیرنویس است.[۶]

مثال:
```
1
00:02:17,440 --> 00:02:20,375
Senator, we're making
our final approach into Coruscant.

2
00:02:20,476 --> 00:02:22,501
Very good, Lieutenant.

```

## رنگ بندی و سبک
قالب SRT خیلی ساده می باشد برعکس ASS که میتواند خیلی کاربردی از نظر رنگ، فونت، حرکت زیرنویس و... باشد فرمت srt تنها از پنج سبک پشتبانی می کند
- پررنگ
- مورب
- زیر خط
- رنگ فونت
- موقعیت خط

مثال ها
```
1
00:02:17,440 --> 00:02:20,375
Senator, we're making

<i>this is Italic.</>

2
00:02:20,476 --> 00:02:22,501

<b>
this is Bold
</b>

3
00:02:24,255 --> 00:02:26,556

<font color="color name or #code">…</font>
```